# Bauhinia tomentosa
Bauhinia tomentosa  es una especie de leguminosa, familia Fabaceae. Se distribuye por Asia y África.

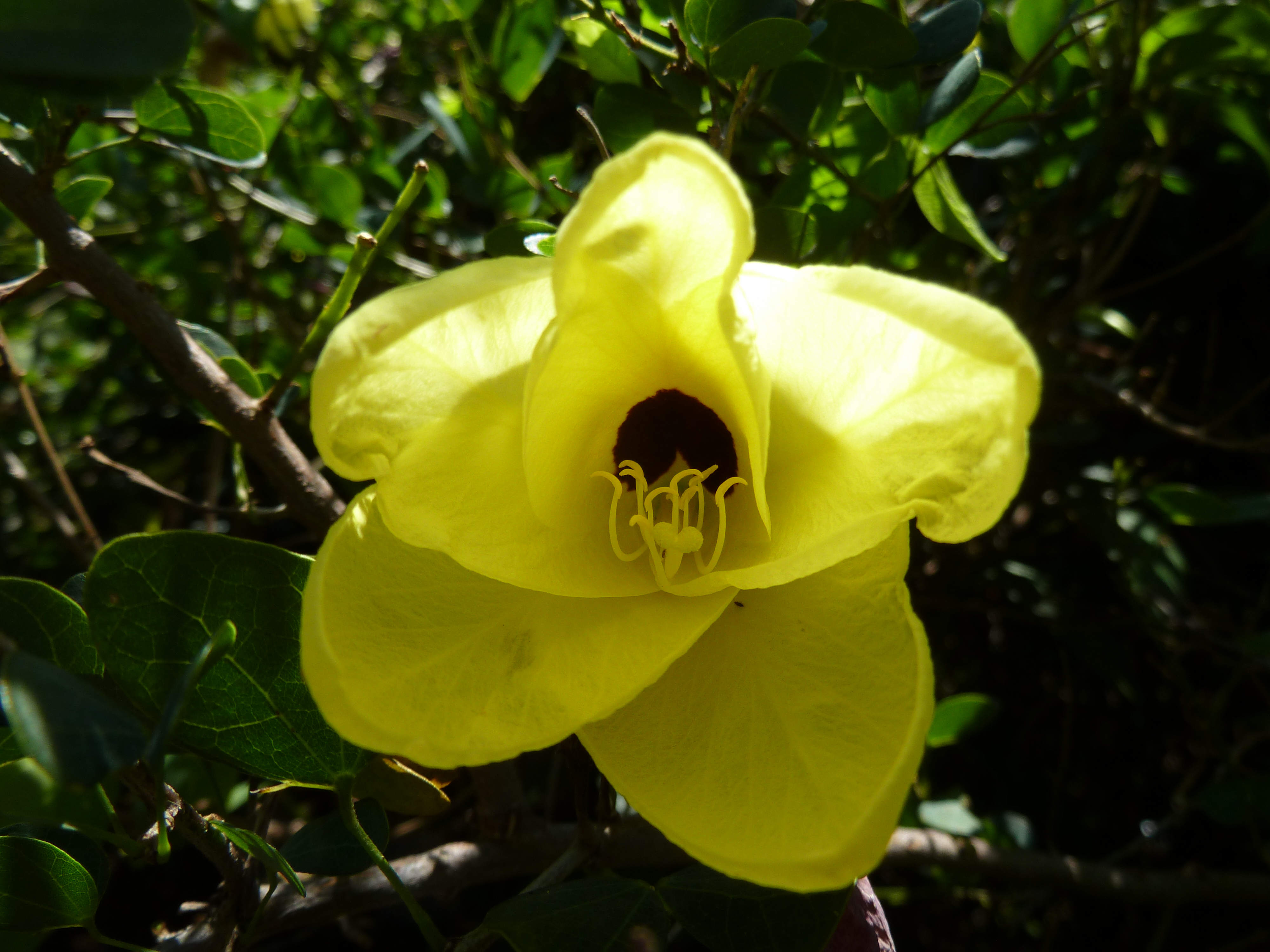
Detalle de la flor

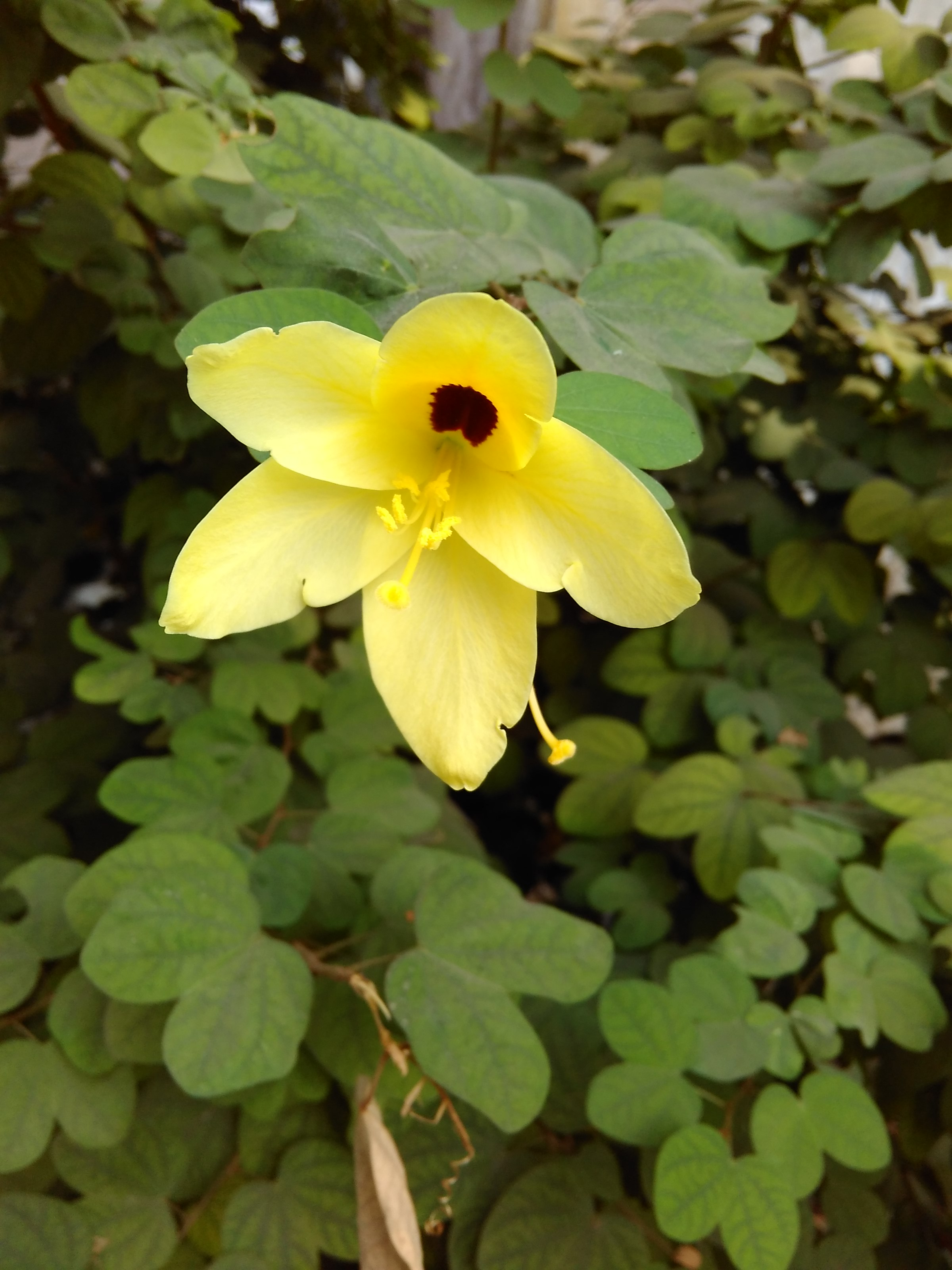
Bauhinia tomentosa

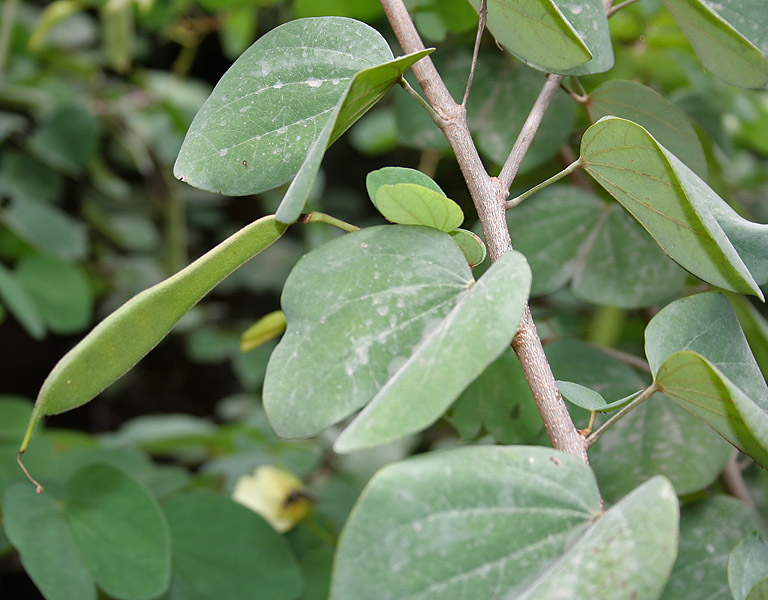
Hojas

## Descripción
Un arbusto erecto que alcanza un tamaño de unos 5 m de altura; partes jóvenes grisáceo lanoso pubescente. Hojas ovadas, base aguda raramente subacuminada a despuntada, margen entero superficie superior glabra, menor púber a glabrescente, glauca. Estípula lateral, de 4-20 mm de largo, pilosa, caduca, pecíolo de 2-6 cm de largo, ranuras o angulares, pilosa. Flores en racimos cortos laterales, bracteadas, brácteas de 4-8 mm de largo, linear, pilosa, pedicelo c. 1-2 cm de largo, provista de 2 bracteolas ligeramente por debajo de la media, de 3 mm de largo, pilosa.  Vaina 7-15 cm de largo, de 12 a 18 mm de ancho, glabras, septadas, 3-11 semillas; estípite de 12-14 mm de largo. Semillas 7-10 mm de ancho, aplanado, negro.

## Propiedades
Los extractos de hexano, acetato de etilo y metanol de las raíces de Bauhinia tomentosa y Bauhinia vahlii fueron probados por su actividad antimicrobiana frente a bacterias Gram-positivas (cuatro cepas), las bacterias Gram-negativas (tres cepas) y tres cepas de hongos utilizando métodos de microdilución, para la determinación de los concentración mínima de inhibición. Fue considerada antibacteriana y antimicótica.

## Taxonomía
Bauhinia tomentosa fue descrito por Carlos Linneo  y publicado en Species Plantarum 1: 375. 1753.
Etimología
Bauhinia: nombre genérico nombrado en honor de los hermanos herboristas y botánicos suizos; Caspar (1560-1624) y Johann Bauhin  (1541-1613). El primero fue botánico y médico, autor de un índice de  nombres de plantas y sus sinónimos llamado Pinax Theatri botanici, y profesor de anatomía y botánica en la Universidad de Basilea, que distinguía entre género y especie, y fue el primero en establecer un sistema científico de la nomenclatura, mientras que el segundo fue coautor de la gran obra Historia Plantarum universalis, publicado cuarenta años después de su muerte.
tomentosa: epíteto latino que significa "peluda, con pelos".
Sinonimia
- Alvesia bauhinioides Welw.
- Alvesia tomentosa (L.) Britton & Rose
- Bauhinia pubescens DC.
- Bauhinia volkensii Taub.
- Bauhinia wituensis Harms
- Pauletia tomentosa (L.) A. Schmitz[6]

## Nombres comunes
- Castellano: Flor de Azufre; Gorro de Napoleón; Guacamaya Americana.[1]